# Pachyrrhynchus
Pachyrrhynchus är ett släkte av skalbaggar. Pachyrrhynchus ingår i familjen vivlar.

## Dottertaxa tillPachyrrhynchus, i alfabetisk ordning[1]
- Pachyrrhynchus abbreviatus
- Pachyrrhynchus abranus
- Pachyrrhynchus absurdus
- Pachyrrhynchus aenea
- Pachyrrhynchus alboguttatus
- Pachyrrhynchus amabilis
- Pachyrrhynchus anellifer
- Pachyrrhynchus annulatus
- Pachyrrhynchus apicalis
- Pachyrrhynchus apicatus
- Pachyrrhynchus apocyrtoides
- Pachyrrhynchus ardens
- Pachyrrhynchus ardentius
- Pachyrrhynchus argus
- Pachyrrhynchus aspersus
- Pachyrrhynchus atratus
- Pachyrrhynchus atrocyaneus
- Pachyrrhynchus aurinius
- Pachyrrhynchus auroguttatus
- Pachyrrhynchus auromaculatus
- Pachyrrhynchus australasiae
- Pachyrrhynchus azureus
- Pachyrrhynchus bakeri
- Pachyrrhynchus baluganus
- Pachyrrhynchus basilanus
- Pachyrrhynchus benguetanus
- Pachyrrhynchus biplagiatus
- Pachyrrhynchus boholensis
- Pachyrrhynchus bucasanus
- Pachyrrhynchus cagayanus
- Pachyrrhynchus carnosus
- Pachyrrhynchus centrocostatus
- Pachyrrhynchus chamissoi
- Pachyrrhynchus chevrolati
- Pachyrrhynchus chlorites
- Pachyrrhynchus chlorolineatus
- Pachyrrhynchus chrysocompsus
- Pachyrrhynchus chrysomelas
- Pachyrrhynchus cingulatus
- Pachyrrhynchus circulatus
- Pachyrrhynchus circuliferus
- Pachyrrhynchus coerulans
- Pachyrrhynchus concinnus
- Pachyrrhynchus confinis
- Pachyrrhynchus confusus
- Pachyrrhynchus congestus
- Pachyrrhynchus consobrinus
- Pachyrrhynchus constellatus
- Pachyrrhynchus corpulentus
- Pachyrrhynchus croesus
- Pachyrrhynchus cruciatus
- Pachyrrhynchus crucifer
- Pachyrrhynchus cumingi
- Pachyrrhynchus decempustulatus
- Pachyrrhynchus decussatus
- Pachyrrhynchus digestus
- Pachyrrhynchus dimidiatus
- Pachyrrhynchus disgestus
- Pachyrrhynchus dohrni
- Pachyrrhynchus dubiosus
- Pachyrrhynchus elegans
- Pachyrrhynchus eos
- Pachyrrhynchus eques
- Pachyrrhynchus equester
- Pachyrrhynchus equestris
- Pachyrrhynchus erichsoni
- Pachyrrhynchus erosus
- Pachyrrhynchus eschscholtzi
- Pachyrrhynchus fahraei
- Pachyrrhynchus fimbriatus
- Pachyrrhynchus flavopunctatus
- Pachyrrhynchus forsteni
- Pachyrrhynchus gemmans
- Pachyrrhynchus gemmatus
- Pachyrrhynchus globulipennis
- Pachyrrhynchus gloriosus
- Pachyrrhynchus halconensis
- Pachyrrhynchus helleri
- Pachyrrhynchus ignipes
- Pachyrrhynchus igorota
- Pachyrrhynchus ilocanus
- Pachyrrhynchus immarginatus
- Pachyrrhynchus inclytus
- Pachyrrhynchus infernalis
- Pachyrrhynchus inornatus
- Pachyrrhynchus insulanus
- Pachyrrhynchus insularis
- Pachyrrhynchus jagori
- Pachyrrhynchus jugifer
- Pachyrrhynchus kotoensis
- Pachyrrhynchus lacunosus
- Pachyrrhynchus lagopyga
- Pachyrrhynchus latifasciatus
- Pachyrrhynchus libucanus
- Pachyrrhynchus loheri
- Pachyrrhynchus lorquini
- Pachyrrhynchus luteoguttatus
- Pachyrrhynchus macgilivirayi
- Pachyrrhynchus mandarinus
- Pachyrrhynchus metallescens
- Pachyrrhynchus modestior
- Pachyrrhynchus modestioroides
- Pachyrrhynchus moellendorffi
- Pachyrrhynchus monilifer
- Pachyrrhynchus moniliferus
- Pachyrrhynchus morio
- Pachyrrhynchus morotaiensis
- Pachyrrhynchus multiplagiatus
- Pachyrrhynchus multipunctatus
- Pachyrrhynchus murinus
- Pachyrrhynchus negrosensis
- Pachyrrhynchus niger
- Pachyrrhynchus nobilis
- Pachyrrhynchus ocellatus
- Pachyrrhynchus ochroplagiatus
- Pachyrrhynchus orbifer
- Pachyrrhynchus pavonius
- Pachyrrhynchus perpulcher
- Pachyrrhynchus phaleratus
- Pachyrrhynchus pinorum
- Pachyrrhynchus plutus
- Pachyrrhynchus postpubescens
- Pachyrrhynchus pretiosus
- Pachyrrhynchus pseudoproteus
- Pachyrrhynchus psittacinus
- Pachyrrhynchus psittaculus
- Pachyrrhynchus pulchellus
- Pachyrrhynchus purpurascens
- Pachyrrhynchus purpureus
- Pachyrrhynchus quadripunctatus
- Pachyrrhynchus quadripustulatus
- Pachyrrhynchus regius
- Pachyrrhynchus reicherti
- Pachyrrhynchus reticulatus
- Pachyrrhynchus rhodopterus
- Pachyrrhynchus robustus
- Pachyrrhynchus roseomaculatus
- Pachyrrhynchus rufopunctatus
- Pachyrrhynchus rugicollis
- Pachyrrhynchus rutilans
- Pachyrrhynchus sacritis
- Pachyrrhynchus samarensis
- Pachyrrhynchus sanchezi
- Pachyrrhynchus sarcitis
- Pachyrrhynchus schonherri
- Pachyrrhynchus schuetzei
- Pachyrrhynchus scintillans
- Pachyrrhynchus semiignitus
- Pachyrrhynchus semperi
- Pachyrrhynchus signaticollis
- Pachyrrhynchus signatus
- Pachyrrhynchus smaragdinus
- Pachyrrhynchus sonani
- Pachyrrhynchus speciosus
- Pachyrrhynchus sphaericollaris
- Pachyrrhynchus stanleyanus
- Pachyrrhynchus stellio
- Pachyrrhynchus stellulifer
- Pachyrrhynchus striatus
- Pachyrrhynchus subcostatus
- Pachyrrhynchus sulphureomaculatus
- Pachyrrhynchus sumptuosus
- Pachyrrhynchus taylori
- Pachyrrhynchus tobafolia
- Pachyrrhynchus tobafolius
- Pachyrrhynchus transversalis
- Pachyrrhynchus transversarius
- Pachyrrhynchus transversatus
- Pachyrrhynchus tristis
- Pachyrrhynchus waltoni
- Pachyrrhynchus waterhousei
- Pachyrrhynchus venustus
- Pachyrrhynchus virgatus
- Pachyrrhynchus viridans
- Pachyrrhynchus yamiana
- Pachyrrhynchus yamianus
- Pachyrrhynchus zebra